# 遠山元道
遠山 元道（とおやま もとみち、1957年 - ）は、日本の工学者。工学博士。慶應義塾大学理工学部情報工学科開放環境科学専攻情報工学専修教授。専門分野は、データ工学、データベースシステム。データベース出版を実現するSQLの拡張言語SuperSQLの開発者としても知られる。

## 来歴
東京都港区青山出身。幼稚舎から慶應義塾に学ぶ。慶應義塾大学工学部管理工学科卒業（1979年）、同大学大学院修士課程理工学研究科管理工学専攻修了（1981年）、同大学大学院博士課程理工学研究科管理工学専攻単位取得退学（1984年）、工学博士。慶應義塾大学理工学部情報工学科教授。

## 親族
父方の祖父の遠山元一は日興證券（現SMBC日興証券株式会社）の創業者、母方の祖父の白根清香は中央信託銀行（現三井住友信託銀行）の創業者。曾祖父の竹中藤右衛門は竹中工務店の創業者。父は日興証券副社長を務めた遠山直道。弟の遠山正道はスープストックトーキョーを運営する株式会社スマイルズ会長。伯母の遠山慶子はピアニスト。従兄弟の遠山公一は西洋美術史家で慶應義塾大学文学部教授。
4親等の原康夫は物理学者で筑波大学名誉教授。5親等の槇文彦は慶應義塾大学湘南藤沢キャンパス(SFC)等を作った建築家。